# 韓徳銖
韓 徳銖（ハン・ドクス、한 덕수、1907年2月18日 - 2001年2月21日）は、在日本朝鮮人総聯合会（朝鮮総聯）の初代議長。朝鮮民主主義人民共和国（北朝鮮）最高人民会議代議員を務めた。

## 経歴
1907年、朝鮮・慶尚北道生まれ。1927年に声楽家を目指して日本に渡り、1928年に日本大学に入学。退学後は丹那トンネルの労働運動に参加し逮捕され、懲役2年執行猶予3年の判決を受ける。1934年には朝鮮人労働者のストライキを指導したため再び逮捕され、以後十数回に渡り逮捕された。
第二次世界大戦後の1945年10月15日、新たに結成された在日本朝鮮人連盟（朝連）に参加し、直後の第1回中央委員会において総務部局長に選出されたが、GHQから公職追放を受ける。1949年6月27日、北朝鮮において統一戦線組織・祖国戦線が結成されると、翌28日には朝連代表として中央委員に選出された。
1955年5月25日、北朝鮮の海外団体である在日本朝鮮人総聯合会（朝鮮総連）が結成されると、6名の議長団の1人に選出されるとともに、翌27日の第1回中央委員会において中央常任委員に選出された。1956年5月の第2回全体大会および1957年5月の第3回全体大会において議長団の1人として留任。
1958年5月の第4回全体大会において議長団が解体され、新たに議長・副議長制が導入されると、韓は単一の議長に選出され、権力を集中させた。以後、2001年に死去するまで中央委員会議長を務め、日本各地に朝鮮学校を開設して在日朝鮮人の生活の向上に努めた。
1967年には北朝鮮の最高人民会議代議員に選出。1972年には朝鮮民主主義人民共和国労力英雄の称号を受け、同年から1986年まで最高人民会議の議長を務めた。1994年7月の金日成国家主席死去時には平壌に滞在して国家葬儀委員として金日成の葬儀に序列第4位で参列した。1995年、記念して平壌軽工業大学が韓徳銖平壌軽工業大学と命名された。
2001年2月21日、肺炎のため死去。死去に際し、金永南最高人民会議常任委員会委員長が弔意を表明し、3月3日に行われた葬儀には森喜朗内閣総理大臣から弔花が贈られた他、鳩山由紀夫、土井たか子、志位和夫、中山正暉ら日本の政治家が多数参列した。

## 人物
- 朝鮮総連議長として在日朝鮮人の愛国運動に貢献した功績から北朝鮮からは厚遇されていた。金日成の葬儀の際は、葬儀委員会の序列4位に挙げられた。また、日本の政治家とも太い人脈があった。
- 権力欲が強く、義弟の金炳植第一副議長が朝鮮総連を私物化し自身の地位を脅かすようになると、金日成に要請し金を失脚させている[10]。
- 韓の死後、北朝鮮における朝鮮総連の影響力は低下した[11]が、2011年には、在日朝鮮人企業を北朝鮮に誘致することを目的に韓の10周忌追悼会を開催するなど、韓個人の影響力は残っている[12]。

## 著書
- 『主体的海外僑胞運動の思想と実践』未来社、1986年5月25日。NDLJP:11973625。